# かまいたちの机上の空論城
『かまいたちの机上の空論城』（かまいたちのきじょうのくうろんじょう）は、2020年4月11日（10日深夜）から関西テレビ（関西ローカル）で放送されているバラエティ番組である。日本のお笑いコンビ・かまいたち（山内健司・濱家隆一）の地上波初冠番組である。

## 概要
世の中にある“専門家”がもつ「試したことはないが、やってみたらこうなる！…ハズ」という“机上の空論”を実際に検証する実験バラエティである。検証を経て、“マジ論”か“ウソ論”かを判断する。実験が成功すれば疑いなく“マジ論”となるが、妥協して少し違う方法で成功などの場合は"空論城城主"である山内に委ねられる。公式サイトでは、一般視聴者から“机上の空論”が募集されている。
同タイトルで2度特別番組として放送した後、2020年3月で終了した『NMBとまなぶくん』の後番組としてレギュラー放送開始。メインは『NMBとまなぶくん』の司会のかまいたち、アシスタントとして『まなぶくん』にも常連出演していた当時NMB48の渋谷凪咲が起用され、ロケやスタジオに他のNMB48メンバーが参加することがある。基本的にロケを行うのは芸人であり、空論を持ってきた専門家がロケに参加することもある。
見逃し配信として、終了後1週間はTVer、GYAO!、カンテレドーガ、それ以降は大阪チャンネルにて視聴が可能である。また、CS放送・フジテレビONE（フジテレビ運営）でも放送されている。
2020年6月5日からは、東海テレビでも毎週土曜 1:40 - 2:10（金曜深夜）に約2か月遅れの放送を開始している。
2021年4月3日から土曜 17:00 - 17:30へ放送時間を移動。

## 出演者
- かまいたち
  - 濱家隆一 - MC
  - 山内健司 - "空論城城主"、パネラー
- 渋谷凪咲 - アシスタント
- 地獄の豚男 - ”ウソ論”を出した専門家をつまみ出したり、かまいたちに結果を持ってきたりする豚のマスクをかぶった男。

### 特番時代
- かまいたち
- 谷元星奈 - アシスタント

スタジオゲスト
- 河本準一（次長課長） - 第1・2回
- 木村有希（ゆきぽよ） - 第1回
- ナジャ・グランディーバ - 第2回

## エピソード

### レギュラー版

#### 2020年
| #  | 放送日   | タイトル                                                                                        | 出演 | 専門家                                                       |
| -- | -------- | ----------------------------------------------------------------------------------------------- | --- | ------------------------------------------------------------ |
| 1  | 4月10日  | 吸盤とスキンヘッドでトラックが引っ張れる!?                                                      | ヒガシ逢ウサカ | 山崎詩郎（東京工業大学理学院物理学系助教）                   |
| 2  | 4月17日  | 早くも最高傑作の空論!?輪ゴム剛速球で山内大興奮!                                                 | ダブルアート | 平林純（雑学研究家）                                         |
| 3  | 4月24日  | 山内を超えた!?芸人おもしろレア話の発生確率                                                      | タグ（ダブルアート）、欅晶裕（ニメートルズ）、杉岡勇治（武者武者） | 鳥越規央（江戸川大学客員教授）                               |
| 4  | 5月1日   | NMB48襲来!持ち込み空論を山内城主が実験                                                          | 小嶋花梨（NMB48）、堀詩音（NMB48）、ダブルアート | 平林純（雑学研究家）                                         |
| 5  | 5月8日   | 同期・和牛登場!濱家は芸人らしくない!?                                                           | 和牛 | 出口保行（犯罪心理学者・東京未来大学こども心理学部長）       |
| 6  | 5月15日  | 奇跡のレア話爆誕!?おもしろエピソード選手権第2弾!                                                | 小嶋花梨（NMB48）、空道太郎（ラフ次元）、タグ（ダブルアート） | 鳥越規央（江戸川大学客員教授）                               |
| 7  | 5月22日  | 濱家がマジックを披露!テレビ史に残る衝撃結末に!?                                                 | | 新子景視（プロマジシャン）                                   |
| 8  | 5月29日  | ツートライブが超過酷ロケに挑む!衝撃の結末が!?                                                   | ツートライブ | 山岡重行（社会心理学者）                                     |
| 9  | 6月5日   | 芸人24時間過酷ロケ第2弾!衝撃の結末が…                                                           | 小嶋花梨（NMB48）、安田桃寧（NMB48）、タグ（ダブルアート） | 平林純（雑学研究家）                                         |
| 10 | 6月12日  | 未公開SP!同期和牛と特別コラボ&山内様の過酷実験!                                                 | 和牛 | 新子景視（プロマジシャン）                                   |
| 11 | 6月19日  | レア話対決!祇園・木崎の隣の部屋から聞こえた声は?                                                | 木崎太郎（祇園）、町田星児（ヘッドライト）、友保隼平（金属バット）、タグ（ダブルアート） | 鳥越規央（江戸川大学客員教授）                               |
| 12 | 6月26日  | 超過酷ロケでおいでやす小田が怪現象撮影に挑む!                                                   | おいでやす小田 | あーりん（霊感風水師） 山口敏太郎（オカルト研究家）          |
| 13 | 7月3日   | おいでやす小田が超過酷!24時間ツイート生活に挑む                                                 | 吉田朱里（NMB48）、おいでやす小田 |                                                              |
| 14 | 7月10日  | 山内様ミルク内海の自宅公開!のはずが…                                                            | ミルクボーイ | 出口保行（犯罪心理学者）                                     |
| 15 | 7月17日  | ツートライブが過酷ロケ!トリックショット成功なるか?                                              | ツートライブ | 西岡壱誠（東京大学4年生）                                    |
| 16 | 7月24日  | 山内様が体を張って大検証!まだまだお笑いやってます!                                              | 小嶋花梨（NMB48）、安部若菜（NMB48） | 平林純（雑学研究家）                                         |
| 17 | 7月31日  | 島田珠代とラニーノーズが24時間ツイート生活!                                                     | 島田珠代、ラニーノーズ |                                                              |
| 18 | 8月7日   | 島田珠代とラニーノーズが奇跡を起こす!                                                           | 島田珠代、ラニーノーズ |                                                              |
| 19 | 8月14日  | 人気企画!輪ゴムで160キロに挑む!完結編                                                           | 【チャレンジ芸人】ダブルアート、バッテリィズ、安土範彦（タイムキーパー）、橋本チャーリー（カチムシ）、しんや、松浦ひかる（二銃士） 【葛城軍団】葛城育郎（元阪神タイガース）、今井将人（ヒガシ逢ウサカ）、坂元龍斗（関西テレビアナウンサー） | 平林純（雑学研究家）                                         |
| 20 | 8月21日  | 輪ゴム投手vs葛城育郎!衝撃の結末を見逃すな!                                                      | 【チャレンジ芸人】ダブルアート、バッテリィズ、安土範彦（タイムキーパー）、橋本チャーリー（カチムシ）、しんや、松浦ひかる（二銃士） 【葛城軍団】葛城育郎（元阪神タイガース）、今井将人（ヒガシ逢ウサカ）、坂元龍斗（関西テレビアナウンサー） | 平林純（雑学研究家）                                         |
| 21 | 8月28日  | 絶品!素材を煮込むだけの無水ラーメン完成!                                                        | らぶおじさん（酎介） | 野村豪（NOMSON CURRY店主） 門上武司（フードコラムニスト）    |
| 22 | 9月4日   | 女芸人が朝5時に己の全てをさらけ出す。                                                           | 島田珠代、ますみ（天才ピアニスト）、荒川（エルフ）、森田まりこ |                                                              |
| 23 | 9月11日  | キーホルダーで魚が釣れる!?過酷ロケにアイドル挑戦!                                               | 迫田篤（デルマパンゲ）、南羽諒（NMB48） | りんか（バスプロアングラー）                                 |
| 24 | 9月18日  | 爆笑!リアクション勉強法でコウテイが奇跡を起こす!                                                | コウテイ | 吉田たかよし（心療内科医）                                   |
| 25 | 9月25日  | 島田珠代オバちゃんダンスに新展開!新作ダンスも!                                                  | 島田珠代、小嶋花梨（NMB48） | 平林純（雑学研究家）                                         |
| 26 | 10月2日  | 山内様を世界の癒しでご接待!のハズが…                                                            | 小嶋花梨（NMB48） | ウ・ヒン（鍼灸院東洋一心堂） 石橋真奈（エステサロンmaygill） |
| 27 | 10月9日  | 仲良し同期!かまいたち&藤崎マーケットでモノボケ対決                                              | 藤崎マーケット | 吉田たかよし（心療内科医）                                   |
| 28 | 10月16日 | 山内様プレゼンツ!天竺鼠・瀬下の超過酷ド根性ロケ!                                                | 瀬下豊（天竺鼠） |                                                              |
| 29 | 10月23日 | かまいたち＆渋谷凪咲の大爆笑ランキング                                                          | |                                                              |
| 30 | 10月30日 | 山内様が信頼する競馬の達人3人の予想にのれば必ず勝てる!ハズ                                      | お兄ちゃん（ビタミンS） |                                                              |
| 31 | 11月6日  | 天竺鼠瀬下なら突如目の前に100mバンジーが現れても気合で躊躇せず飛べる!ハズ!                      | 瀬下豊（天竺鼠） |                                                              |
| 32 | 11月13日 | 空論リベンジ!山内様が信頼する競馬の達人3人の予想にのれば必ず勝てる!ハズ!                        | お兄ちゃん（ビタミンS）、暴れ牛、林健（ギャロップ）、河野良祐（令和喜多みな実） |                                                              |
| 33 | 11月20日 | かまいたち山内の“下着泥棒の話“よりも発生確率の低いおもしろレアな話は存在しない!ハズ 〜パート4〜 | 見取り図、新山（さや香）、さすけ（滝音） | 鳥越規央（江戸川大学客員教授）                               |
| 34 | 11月27日 | 「石焼き」でじっくり焼いたらサツマイモを超える食材がきっとあるハズ                              | さや香 | たけだバーベキュー                                           |
| 35 | 12月4日  | 珠代の山あり谷あり空論あり!!視聴者の買つぼ空論、全部まとめてシロクロっけまスペシャル            | 島田珠代 |                                                              |
| 36 | 12月11日 | 机上の空論城ワケあり映像スペシャル                                                              | |                                                              |
| 37 | 12月18日 | 芸人が集まって考えまくったあるあるネタを24時間TikTokに投稿すればどれかはバズる…ハズ!            | 爆ノ介（ザ・プラン9）、松浦景子、大須賀健剛（セルライトスパ）、さすけ（滝音） |                                                              |

#### 2021年
| #  | 放送日   | タイトル | 出演 | 専門家                                                                       |
| -- | -------- | --- | --- | ---------------------------------------------------------------------------- |
| 38 | 1月8日   | 新年&山内様!40歳のお誕生日おめでとうございますSP〜!                                                                  | 小嶋花梨（NMB48） |                                                                              |
| 39 | 1月15日  | 新年&山内様!40歳のお誕生日おめでとうございますSP〜!                                                                  | 小嶋花梨（NMB48） |                                                                              |
| 40 | 1月22日  | 天竺鼠・瀬下なら日本一高さを誇る215mパンジーでも笑顔で飛べる!ハズ!                                                   | 瀬下豊（天竺鼠） |                                                                              |
| 41 | 1月29日  | 空論リベンジ!山内様が信頼を置く競馬の達人4人の予想にのれば必ず勝てるハズ                                             | お兄ちゃん（ビタミンS）、林健（ギャロップ）、河野良祐（令和喜多みな実）、天童なこ |                                                                              |
| 42 | 2月5日   | 部屋を見れば、その人の全てがわかっちゃうハズ!ルームツアー心理チェック                                                | 岡田直子（リモート）、松浦景子、滝音（さすけはリモート出演、秋定はスタジオ出演） | 出口保行（犯罪心理学者）                                                     |
| 43 | 2月12日  | ピザの具にしてまずくなる缶詰この世に存在しないハズ                                                                   | たけだバーベキュー、さや香 |                                                                              |
| 44 | 2月19日  | 一週間『譲りますアプリ』を使えば0円で生活できる!ハズ                                                                 | 守谷日和 | 和田由貴（消費生活アドバイザー）                                             |
| 45 | 2月26日  | 一週間『譲りますアプリ』を使えば0円で生活できる!ハズ                                                                 | 守谷日和 | 和田由貴（消費生活アドバイザー）                                             |
| 46 | 3月5日   | 今、芸歴10年似上のピン芸人を呼べばめっちゃくちゃ仕上がったネタとドラマチックな話が楽しめるハズ                       | ヒューマン中村、守谷日和、爆ノ介（ザ・プラン9）、おいでやす小田（VTR出演） |                                                                              |
| 47 | 3月12日  | 視聴者の眉つば空論ぜんぶまとめてシロクロつけまスペシャル!!                                                           | 瀬下豊（天竺鼠） |                                                                              |
| 48 | 3月19日  | 新しい家電に触れ、脳を刺激すれば大幅に記憶力がアップする!ハズ                                                        | 滝音 | 吉田たかよし（心療内科医）                                                   |
| 49 | 3月26日  | レモンサワーを超えるサワーこの世に存在しない!ハズ                                                                    | さや香（VTR出演）、荒川（エルフ） |                                                                              |
| SP | 3月27日  | 天竺鼠瀬下のノンストップバンジー完全版                                                                               | 瀬下豊（天竺鼠） |                                                                              |
| 50 | 4月3日   | 東洋に伝わる古式美容法を体験すればステキな笑顔の写真が撮れるハズ!SP〜                                                | 小嶋花梨（NMB48） | ニイミ（刀療師）、勝元宏亮（縁里庵かつもと鍼灸院院長）、上田美絵子（美容家） |
| 51 | 4月17日  | まだ未知の激うま餃子の食材がきっとある!ハズ                                                                          | さや香 |                                                                              |
| 52 | 4月24日  | 部屋を見れば、その人の全てがわかっちゃうハズ!ルームツアー心理チェック                                                | ハラダ（ファミリーレストラン）、櫻井健一朗（祇園）、杉岡勇治（武者武者）（リモート）                                                                                                  | 出口保行（犯罪心理学者）                                                     |
| 53 | 5月1日   | 3000人以上の芸人を抱える吉本興業といえとも「はんのひでしま」にハンゴがない名字はない!ハズ                            | 河野良祐（令和喜多みな実） | 森岡浩（名字研究家）                                                         |
| 54 | 5月8日   | 30分世の中の不満を喋れば、牛肉1杯分ぐらい稼げる!ハズ                                                                 | 藤崎マーケット | 原（不満買取センター）                                                       |
| 55 | 5月15日  | 視聴者の眉つぼ空調、ぜんぶまとめてシロクロつけまスペシャル                                                           | 島田珠代 |                                                                              |
| 56 | 5月22日  | 人気カレー屋店主の実家カレーはちよっとパンチ効いてる!ハズ                                                            | | 野村豪（「NOMSONCURRY」店主）                                                |
| 57 | 5月29日  | 金属探知機を持って砂丘をくまなく歩けばきっとレアなお宝が見つかる!ハズ                                                | 瀬下豊（天竺鼠） | 村瀬哲史                                                                     |
| 58 | 6月5日   | 世の中の不満を喋れば、牛丼大盛り1杯分くらいは稼げる!ハズ                                                             | 奥田修二（学天即）、野村尚平（令和喜多みな実） | 原（不満買取センター）                                                       |
| 59 | 6月12日  | まだ未発見の激ウマお好み焼き食材きっとある!ハズ                                                                      | さや香 | 佐竹真綾（にっぽんお好み焼き協会会長）                                       |
| 60 | 6月19日  | 芸人の奥様の手相はきっとあの部分が大きい!ハズ                                                                        | 杉岡勇治（武者武者） | 島田秀平                                                                     |
| 61 | 6月26日  | 机上の空論城ワケあり映像スペシャル                                                                                   | |                                                                              |
| 62 | 7月3日   | 迷彩よりジャングルに隠れられる「柄」絶対にあるハズ                                                                   | ヒューマン中村 | 田中寿和（ユザワヤ）                                                         |
| 63 | 7月10日  | 世界最強塗料「LINEｰX」さえ使えば、折り紙の船でも、海に出られる!ハズ                                                  | ダブルアート、南羽諒（NMB48） | 工藤博幸（奈良学園中学校・高等学校）                                         |
| 64 | 7月17日  | 世界最強塗料「LINEｰX」さえ使えば、折り紙の船でも、海に出られる!ハズ                                                  | ダブルアート、南羽諒（NMB48） | 工藤博幸（奈良学園中学校・高等学校）                                         |
| 65 | 7月31日  | 懐かし写真を見ればテレビ初出しのエピソードが喋れる!ハズ                                                              | | 吉田たかよし（心療内科医）                                                   |
| 66 | 8月7日   | 懐かし写真があればテレビ初出しのトークが引き出せる!ハズ                                                              | |                                                                              |
| 67 | 8月14日  | 1日100ツイートしたら誰でもバズることができる!ハズ                                                                    | エルフ、ヒューマン中村 |                                                                              |
| 68 | 8月21日  | 1日100ツイートしたら誰でもバズることができる!ハズ                                                                    | エルフ、ヒューマン中村 |                                                                              |
| 69 | 8月28日  | 金属探知機を持ってくまなく歩けばきっとレアなお宝が見つかる!ハズ                                                      | 瀬下豊（天竺鼠） |                                                                              |
| 70 | 9月11日  | 人気カレー屋さん店主の実家カレーはちょっとパンチ効いてる!ハズ                                                        | 滝音、コウテイ | 野村豪（NOM SON CURRY 店主）                                                 |
| 71 | 9月18日  | 芝すべりで最も速いスピードで出せるのは竹で作ったソリ!なハズ                                                          | 山崎詩郎（東京工業大学）、鳥居隆（大阪工業大学）、ヒューマン中村、タグ（ダブルアート）、河野良祐（令和喜多みな実）、今井らいぱち、南羽諒（NMB48）、吉原功兼（関西テレビアナウンサー） |                                                                              |
| 72 | 9月25日  | 30分怖い話をしゃべればピザ1枚分くらいは稼げる!ハズ                                                                   | 真べぇ（ダブルアート）、上田だう（きんめ鯛）、晃太朗（ちからこぶ） | 宇野呂鹿太郎（怪談作家）                                                     |
| 73 | 10月2日  | 未発見の激ウマアメリカンドッグ食材きっとある!ハズ                                                                    | さや香 | natsucamp（キャンプ系YouTuber）                                              |
| 74 | 10月9日  | 高級住宅地で「処分したくて困ってる不用品はないんですか?」ってウロつけば【若手芸人さんの給料】を超える収穫がある!ハズ | ツートライブ | 和田由貴（節約アドバイザー）                                                 |
| 75 | 10月16日 | Googleストレートビューさえあれば人生海洋生物を堪能できる!ハズ                                                        | マユリカ | かじがや卓哉                                                                 |
| 76 | 10月23日 | データで暴く!イマドキ女芸人のヤバミ徹底調査SP                                                                        | 茜チーフ、おりいかえで、熊元プロレス（紅しょうが）、ちっぴぃちゃんズ、きゃのん（冒険のたび）、ひでか、あさみ（ネオバランス）、江川莉奈                                                |                                                                              |
| 77 | 10月30日 | データで暴く!イマドキ女芸人のヤバミ徹底調査SP                                                                        | 茜チーフ、おりいかえで、熊元プロレス（紅しょうが）、ちっぴぃちゃんズ、きゃのん（冒険のたび）、ひでか、あさみ（ネオバランス）、江川莉奈                                                |                                                                              |
| 78 | 11月6日  | もみあげがジリジリになる人は髪が薄くなる!ハズ                                                                        | 浅越ゴエ（ザ・プラン9）、岩部彰（ミサイルマン） | アインシュタイン                                                             |
| 79 | 11月13日 | 人気カレー屋さん店主の実家カレーはちょっとパンチ利いてる!ハズ                                                        | ロングコートダディ、ちっぴぃちゃんズ | 野村豪（NOMSON CURRY 店主）                                                  |
| 80 | 11月20日 | 金属探知機を持って砂丘をくまなく歩けばきっとレアなお宝が見つかる!ハズ                                                | 瀬下豊（天竺鼠）、橋本チャーリー |                                                                              |
| 81 | 11月27日 | 濱家なら、芸人のネタの中にある「山内の発案のボケ」絶対に当てることができる!ハズ                                      | ヒューマン中村、藤崎マーケット、フースーヤ |                                                                              |
| 82 | 12月4日  | ヒューマン中村が最強クイズ作家とタッグを組んで漢字ネタをクイズにしたらめっちゃ盛り上がる!ハズ                        | ヒューマン中村、乾（QuizKnock）、山上大喜（QuizKnock） |                                                                              |
| 83 | 12月11日 | 世の中の不満を喋れば!牛丼大盛り1杯分ぐらいは稼げる!ハズ                                                              | 久保田かずのぶ（とろサーモン）、エルフ | 原（不満買取センター）                                                       |
| 84 | 12月18日 | 新喜劇女優・島田珠代のギャグが全てのギャグの中で最も長い!ハズ!                                                       | 八木真澄（サバンナ）、ゆりやんレトリィバァ、ちゅうえい（流れ星☆）、島田珠代、藤本聖（ジュリエッタ）、今井らいぱち、フースーヤ                                                         |                                                                              |
| 85 | 12月25日 | オススメ空論ランキング                                                                                               | |                                                                              |
| SP | 12月31日 | 笑いと涙瀬下バンジー超完全版SP 城主山内様 美容体験SP                                                                 | |                                                                              |

#### 2022年
| #       | 放送日          | タイトル                                                                                                 | 出演者 | 専門家                                                                                               |
| ------- | --------------- | --- | --- | --- |
| 86      | 1月15日         | まもなく放送回数100回だぞSP!                                                                             | | |
| 87      | 1月22日         | まもなく放送回数100回だぞSP!                                                                             | | |
| 88      | 1月29日         | 濱家なら山内の食べ物の好みも絶対に当てることができるハズ                                                 | | |
| 89      | 2月 5日         | 大阪で1日犬探しロケをすれば飼い犬30種類は見つけられる!ハズ                                               | マユリカ | 鹿野正顕（ドッグトレーナー）                                                                         |
| 90      | 2月12日         | ネタ時間にシビアな芸人であっても運動会の曲が流れてきたら惑わされてしまう!ハズ                            | ロングコートダディ、フースーヤ、さや香、もも、舘山聖奈（関西テレビアナウンサー） | 池上真平（昭和女子大学、音楽心理学）                                                                 |
| 91      | 2月19日         | ネタ時間にシビアな芸人であっても運動会の曲が流れてきたら惑わされてしまう!ハズ                            | ロングコートダディ、フースーヤ、さや香、もも、舘山聖奈（関西テレビアナウンサー） | |
| 92      | 2月26日         | 未発見の激ウマおでんきっとある!ハズ                                                                      | さや香 | |
| 93      | 3月5日          | 芸人をいつもと全然違う環境で兵詰にしたらいつもと全然違うネタ思いつく!ハズ                                | 山名文和（アキナ）、トキ（藤崎マーケット）、ヒューマン中村､濱田祐太郎、三浦マイルド | |
| 94      | 3月12日         | 「コレめっちゃ昔の話なんですけど〜」と前置きしてしゃべる話が一番ヤバイ!ハズ                              | 山名文和（アキナ）、トキ（藤崎マーケット）、ちょんまげラーメン、オズワルド | |
| 95      | 3月19日         | 凪咲が選ぶ空論ベストランキング                                                                           | ヒューマン中村 | |
| 96      | 3月26日         | 雪山から沖縄まで大実験春の90分SP                                                                         | 瀬下豊（天竺鼠）、橋本チャーリー（かちむし）、大自然、マユリカ、島田珠代、西田幸治（笑い飯）、堂前透（ロングコートダディ）、松本梨香、久保田かずのぶ（とろサーモン）、ナダル（コロコロチキチキペッパーズ）、熊元プロレス（紅しょうが） | 草野穣治（グランスノー奥伊吹専務）、小堀夏佳（野菜パイヤー）、桜 稲垣早希                            |
| 97      | 4月2日          | 奥様に関する3つの質問に答えるだけで【???】がわかる!ハズ                                                  | アキナ | 出口保行（犯罪心理学者）                                                                             |
| 98      | 4月16日         | 長時間うどんを踏み続ければ、タライくらい吊り下げられるコシになる!ハズ                                    | ロングコートダディ、しげみうどん | 今雪敬太（讃岐うどん 今雪 店長）                                                                     |
| 99      | 4月23日         | 吉本芸人のギャグを収録しまくればその音だけで“新喜劇のテーマ”奏でられる!ハズ                              | メンバー、西川のりお、プラス・マイナス、チョコレートプラネット、田辺智加（ぼる塾）、もう中学生、トミーズ健、村上ショージ、間寛平 | |
| 100     | 4月30日         | 祝!放送100回!山内様の疲れを癒やす!美容と健康SP!                                                          | 小嶋花梨（NMB48） | 松本タカヒロ（ソラナ柔整体院）、堀田（ふみふみ晏）、渡邊（CMコーボーレーション）                     |
| 101     | 5月7日          | 金運線にスターが出現している人に宝くじを買ってもらったらきっと良い結果が出る!ハズ                        | 真べぇ（ダブルアート）、今西（ふたりごと） | 島田秀平                                                                                             |
| 102     | 5月14日         | 西日本一社長が住む街「大阪市西区」でかまいたちの出す3つの条件にハマる人に声かけたら高い条件で社長!のハズ | セルライトスパ | |
| 103     | 5月21日         | 蔵出し空論スペシャル                                                                                     | 島田珠代、島田秀平 | |
| 104     | 5月28日         | かまいたち山内のモノマネやす子が似てる!ハズ                                                              | やす子、兼光タカシ（プラス・マイナス）、河口こうへい、ユキホ | |
| 105     | 6月11日         | あのかじがや卓哉を雛島に派遣すればきっといろいろ役に立つ!ハズ                                            | かじがや卓哉 | |
| 106     | 6月18日         | 大阪なら街に出るだけでどんな動物でも看板で見つけら見る!ハズ                                              | マユリカ | |
| 107     | 6月25日         | かまいたちの歴代マネージャーに話を聞けば山内・濱家どっちが変わり者が分かる!ハズ                          | 河野良祐（令和喜多みな実） | |
| 108     | 7月2日          | かまいたちの歴代マネージャーに話を聞けば山内・濱家どっちが変わり者が分かる!ハズ                          | 河野良祐（令和喜多みな実） | |
| 109     | 7月16日         | 囲碁将棋根建が絶景バックでカラダを張ればバズる!ハズ                                                      | 囲碁将棋 | |
| 110     | 7月30日         | 高級おしぼりを使ってるお店を調べればこだわり激強なグルメにたどりつけるハズ!                              | 門上武司（フードコラムニスト）、コウテイ、ダブルヒガシ | |
| 111     | 8月6日          | どんな弁当でもチャーハンにしたらめっちゃくちゃウマくなるハズ!                                            | さや香、林健（ギャロップ） | |
| 112     | 8月13日         | テレビ初出しエピソードをタレントから引き出せるのは実は“怖いもの知らずの一般人”!なハズ                    | くっきー!（野性爆弾） | 中西正男（芸能記者）                                                                                 |
| 113     | 8月20日         | テレビ初出しエピソードをタレントから引き出せるのは実は“怖いもの知らずの一般人”!なハズ                    | くっきー!（野性爆弾） | 中西正男（芸能記者）                                                                                 |
| 114     | 8月27日         | フルーツ大福争奪!怪談買収グランプリ2022                                                                  | 高本剛志（雷ジャクソン）、真べぇ（ダブルアート）、植野行雄（デニス）、青木（おくりびと） | 宇野呂鹿太郎（怪談作家）                                                                             |
| 115     | 9月3日          | 奥さんに突然「ありがとうLINE」したときの返しで信頼度測りれるハズ!                                        | 山根明、兵動大樹（矢野・兵動）、セルライトスパ、杉岡勇治（武者武者） | おかざきなな（恋愛マスター）                                                                         |
| 116 117 | 9月10日 9月17日 | オリジナル芝ソリー1グランプリ2022                                                                        | 岩部彰（ミサイルマン）、林健（ギャロップ）、タグ（ダブルアート）、河野良祐（令和喜多みな実）、セルライトスパ、今井らいぱち、浅尾桃香（NMB48）、吉原功兼（関西テレビアナウンサー）                                                      | 鳥居隆（大阪工業大学）、平林純（雑学研究家）、虹沼富夫（日本水業株式会社）、山崎詩郎（東京工業大学） |
| 118     | 9月11日         | ド深夜は次世代スター出したら視聴率取れる!ハズ                                                            | おたこぷー（プー&ムー） | |
| 119     | 9月24日         | 自分のママチャリに書いてある英語意外とみんな知らない!ハズ                                                | くっきー!（野性爆弾）、りえちゃん（オーサカクレオパトラ）、ネイビーズアフロ | |
| 120     | 10月1日         | カバンを全てを見れば持ち主の貯金額明らかになる!ハズ                                                      | 山根明（元日本ボクシング連盟会長）、八木真澄（サバンナ）、駒場孝（ミルクボーイ）、ゆりやんレトリィバァ | 出口保行（犯罪心理学者）                                                                             |
| 121     | 10月15日        | テレビ初出しエピソードをタレントから引き出せるのは”怖いもの知らずの一般人“なハズ                         | 小籔千豊 | 中西正男（芸能記者）                                                                                 |
| 122     | 10月22日        | テレビ初出しエピソードをタレントから引き出せるのは”怖いもの知らずの一般人“なハズ                         | 小籔千豊 | 中西正男（芸能記者）                                                                                 |
| 123     | 10月29日        | あの"かじがや卓哉“を離島に派遣すればきっといろいろ役に立つ!ハズ                                          | かじがや卓哉 | |
| 124     | 11月5日         | ボケの手数で競え!畳みかけ-1グランプリ                                                                    | スーパーマラドーナ、ヒューマン中村、ヤンシー&マリコンヌ、ZAZY | |
| 125     | 11月12日        | 丁寧にふって一撃で落とせ!キングオブ1ボケ                                                                 | ダブルアート、セルライトスパ、ZAZY、マユリカ、カベポスター | |
| 126     | 11月19日        | てげてげな宮崎ならそっくりさんがロケをしていても誰も気づかない!ハズ                                      | Ninki kids、河口こうへい、モリタク!、今井らいぱち、河野良祐（令和喜多みな実） | 木原誠太郎（県民性研究家）                                                                           |
| 127     | 11月26日        | マンションの間取り図さえ見れば、だいたいの家賃は割り出せる!ハズ                                          | 瀬戸洋祐（スマイル） | |
| 128     | 12月3日         | しっかり睡眠をとった後の方が大喜利がおもしろい!ハズ                                                      | 和田まんじゅう（ネルソンズ）、永見大吾（カベポスター）、荒川（エルフ） | 吉田たかよし（心療内科医）                                                                           |
| 129     | 12月10日        | 催眠術でスター歌手になりきればカラオケで高得点出る!ハズ                                                  | 松井正平（にんげんっていいな）、下川はじメロディ）、ウーイェイよしたか（スマイル）、伊織（からし蓮根）、島田3ノロン（4カドのマリ）、それゆけ中野、プット、ピーマン高木、ひなたサンドロス、田口（陽界パサラン）、ひょうま、ショコ       | 田中直人（ATOボーカルスクール代表）                                                                  |
| 130     | 12月17日        | 学生時代のあだ名どこでも同じようなの使ってる!ハズ                                                        | マユリカ | 福井栄ー（上方文化評論家）                                                                           |
| 131     | 12月24日        | 蔵出し映像SP                                                                                             | | |

#### 2023年
| #   | 放送日   | タイトル                                                                                        | 出演者                                                                 | 専門家                                                                                              |
| --- | -------- | ----------------------------------------------------------------------------------------------- | ---------------------------------------------------------------------- | --------------------------------------------------------------------------------------------------- |
| 132 | 1月14日  | 新春ロケSP 懐かしの場所を訪れたらテレビ初出しトークができる!ハズ                                |                                                                        | |
| 133 | 1月21日  | 新春ロケSP 懐かしの場所を訪れたらテレビ初出しトークができる!ハズ                                | トキ（藤崎マーケット）                                                 | |
| 134 | 1月28日  | 初心を忘れていない一流芸能人なら、自分がサイン書いたお店把握できている!ハズ                     | 平山真衣（NMB48)                                                       | |
| SP  | 1月29日  | 眉つば空論シロクロつけます深夜の和田まんじゅうSP                                                | 和田まんじゅう（ネルソンズ）                                           | |
| 135 | 2月4日   | 激安エビフライでも究極のタルタルソースで食べれば、超高級エビフライよりおいしい!ハズ             | さや香                                                                 | M三郎（グルメブロガー）                                                                             |
| 136 | 2月11日  | 今、かまいたちなら、今年の運勢ランキングTOP5に入っている!ハズ                                   | シウマ、ライス                                                         | |
| 137 | 2月18日  | 同じネタでも「見た目」をガラッと変えたらウケ方変わる!ハズ                                       | ヒューマン中村                                                         | 吉田たかよし                                                                                        |
| 138 | 2月25日  | 私生活を正せばSNSでバズる!ハズ                                                                  | 紅しょうが                                                             | 中西正男                                                                                            |
| SP  | 3月10日  | 深夜に”吉本の秘密兵器“大集合SP                                                                  | ゆりやんレトリィバァ、シモタ、おかっぺ、イチキップリン、辰己智之       | |
| 139 | 3月11日  | 見ず知らず人“初体験”を共有すれば家族ぐらい仲良くなる!ハズ                                       | REINA、和田まんじゅう（ネルソンズ）                                    | |
| 140 | 3月18日  | コントなら1つ目のボケを見れば”オチ“当てられる!ハズ                                              | ビスケットブラザーズ、ニッポンの社長、蛙亭、Quiz knock（乾・須貝駿貴） | |
| SP  | 3月25日  | 年度末の特別編・オススメ空論動画ランキング                                                      |                                                                        | |
| 141 | 4月1日   | 商店街にいる人で作った綱引きチームなら屈強なレスラー軍団にも勝てる!ハズ                         | ダブルアート                                                           | |
| 142 | 4月8日   | 山内様の疲れを癒やす!春の美容と健康祭り                                                         | 小嶋花梨（NMB48）                                                      | みんみん先生（民活整体 Dr.HAIR）、塩見知佳（美容鍼灸サロン RESORA）、長渕翔（BODYMAKER）            |
| 143 | 4月15日  | 山内様の疲れを癒やす!春の美容と健康祭り                                                         | 小嶋花梨（NMB48）、森脇健児                                            | 長村由佳（ストレッチ専門店SSS）、曽谷悦子（冷凍美容専門店アウラ）、勝元宏亮（縁里庵かつもと鍼灸院） |
| 144 | 4月22日  | 大阪なら1日中街を探せば“十二支”全種類服装で見つけられる!ハズ                                    | マユリカ                                                               | 福井栄一（上方文化評論家）                                                                          |
| 145 | 4月29日  | 祝デビュー25周年・浜崎あゆみ空論祭り!                                                           | 紅しょうが                                                             | |
| 146 | 5月6日   | まだこの世にない激うまトーストを作れるのは本業より思いつき!なハズ                               | ダブルヒガシ                                                           | 坪田信貴（坪田塾塾長）                                                                              |
| 147 | 5月13日  | 大阪ならたこ焼き屋さんから次のたこ焼き屋さんまで食べきる前にハシゴして目的地まで辿り着ける!ハズ | ツートライブ                                                           | M三郎（グルメブロガー）                                                                             |
| 148 | 5月20日  | 関西人なら1枚ぐらい“おもしろ話が出来る写真”がスマホに入っている!ハズ                            | ミルクボーイ                                                           | 福井栄一（上方文化評論家）                                                                          |
| 149 | 6月3日   | ワールド空論クラシック                                                                          |                                                                        | |
| 150 | 6月10日  | 30分世の中の不満を喋れば、てりやきバーガーセットくらいは稼げる!ハズ!                            | 野々村友紀子、♡さゆり（かつみ♥さゆり）                                 | 原（不満買取センター）                                                                              |
| 151 | 6月17日  | ベテラン芸人の家で不用品を集めれば“若手芸人の平均月収”を超える収穫がある!ハズ                   | ツートライブ、月亭八光、末成映薫                                       | |
| 152 | 6月24日  | 復活!金属探知機企画〜白良浜編〜                                                                 | 和田まんじゅう（ネルソンズ）、シモタ                                   | |
| 153 | 7月1日   | 復活!金属探知機企画〜中大浜編〜                                                                 | 和田まんじゅう（ネルソンズ）、シモタ                                   | |
| 154 | 7月8日   | 海外で爆ウケする一発屋芸人まだまだ潜んでいる!ハズ                                               | とにかく明るい安村、レギュラー、ムーディ勝山、ですよ。                 | |
| 155 | 7月15日  | ワールド空論クラシック                                                                          |                                                                        | |
| 156 | 7月22日  | 空論城マネーSP                                                                                  | ロングコートダディ、ヒューマン中村                                     | 木原誠太郎（県民性研究家）、和田由貴（節約アドバイザー）                                            |
| 157 | 7月29日  | 大阪ならたこ焼き屋さんから次のたこ焼き屋さんまで食べ切る前にハシゴして民放5局を制覇できる!ハズ  | ツートライブ                                                           | M三郎（グルメブロガー）                                                                             |
| 158 | 8月5日   | 大阪ならたこ焼き屋さんから次のたこ焼き屋さんまで食べ切る前にハシゴして民放5局を制覇できる!ハズ  | ツートライブ                                                           | M三郎（グルメブロガー）                                                                             |
| 159 | 8月12日  | 金属探知機を持ってビーチをくまなく歩けばお宝見つかる!ハズ〜千葉県・館山編〜                     | ネルソンズ                                                             | |
| 160 | 8月19日  | まだこの世にない激ウマ混ぜご飯にぎりがある!ハズ                                                 | ダブルヒガシ（リモート）                                               | 大澤広晃（有 伽藍堂 シェフ）、竹内啓二（il luogo di TAKEUCHI シェフ）                               |
| 161 | 8月26日  | かまいなぎが大阪の商店街に行けば“関西人らしいセリフ”たくさん引き出せる!ハズ                     |                                                                        | 木原誠太郎（県民性研究家）                                                                          |
| 162 | 9月2日   | 脳が衰えていなければ“最近何を買ったか?”全部言える!ハズ                                          | ミルクボーイ、ヒューマン中村、豊田康雄（関西テレビアナウンサー）       | |
| 163 | 9月9日   | 関西人の冷蔵庫の中には、必ず《関西弁の商品》ある!ハズ                                           | ツートライブ                                                           | 福井栄一（上方文化評論家）                                                                          |
| 164 | 9月16日  | ネルソンズの体を張って実験!真夏の視聴者空論SP!                                                  | ネルソンズ                                                             | |
| 165 | 9月23日  | 子どもが人生で始めましたマジックを見た3秒くらいフリーズする!ハズ                                | バーディー、河野良祐（令和喜多みな実）&風汰親子、ヒューマン中村        | |
| 166 | 9月30日  | 個人情報流出し過ぎ!ワケあり映像SP                                                               | 和田まんじゅう（ネルソンズ）、シモタ                                   | |
| 167 | 10月7日  | 3つの質問で1番最初に買ったCD割り出せる!ハズ                                                     | マユリカ                                                               | |
| 168 | 10月14日 | 人は見た目をガラッと変えるだけで記憶力上がる!ハズ                                               | 山田花子、河北裕介、角佑宇子、ツートライブ                             | 吉田たかよし                                                                                        |
| 169 | 10月21日 | 祝卒業!渋谷凪咲のファンによる大空論祭り!                                                        | 川畑泰史                                                               | |
| 170 | 10月28日 | 子どもの叱り方 褒め方で良いパパかどうか分かる!ハズ                                              |                                                                        | 出口保行（犯罪心理学者）                                                                            |
| 171 | 11月4日  | 3つの質問で1番最初に買ったCD割り出せる!ハズVS.マユリカ                                          | マユリカ                                                               | |
| 172 | 11月11日 | ネルソンズは今が1番結束力高まっている!ハズ                                                      | ネルソンズ                                                             | |
| 173 | 11月18日 | 昔の携帯に久々に電源を入れたらエモいドラマに立ち会える!ハズ                                     | ヒューマン中村、かじがや卓哉                                           | |
| 174 | 11月25日 | 食レポの神・タージンさんなら偽メニュー食べてても見抜けない!ハズ                                 | 月亭八光、タージン                                                     | |
| 175 | 12月2日  | 目元を変えてしまえば別人になれる!ハズ                                                           |                                                                        | 松岡千里（個性人相学者）                                                                            |
| 176 | 12月9日  | まだこの世にない激ウマアレンジたこ焼きある!ハズ                                                 | ツートライブ、和中徹（たこ焼き道楽 わなか）、喜多川達（老松 喜多川）   | |
| 177 | 12月16日 | 途中に適度な運動を挟んだほうがよりドミノ並べられる!ハズ                                         | スマイル、シモリュウ                                                   | 久賀谷亮（医学博士）                                                                                |
| 178 | 12月23日 | かまいなぎと振り返ろう!結末が意外な空論ランキング                                               |                                                                        | |

#### 2024年
| #      | 放送日   | タイトル | 出演者 | 専門家 |
| ------ | -------- | --- | --- | --- |
| 179    | 1月6日   | 1フレーム3回投げられる『空論城ボウリング』なら、かまいたちと渋谷凪咲のチームワークでクリーンゲーム達成できる!ハズ               | | |
| 180    | 1月13日  | 新年にパワースポット巡れば今年も絶好調!ハズ                                                                                     | 細木かおり | |
| 181    | 1月20日  | 新年にパワースポット巡れば今年も絶好調!ハズ                                                                                     | 新子景視 | |
| 182    | 1月27日  | 4年も関西で番組やっていれば、関西人と同じ気持ちになれている!ハズ                                                                | | |
| 183    | 2月3日   | 1週間あったら身長1cm伸びる!ハズ                                                                                                 | 周平魂（ツートライブ）、ほしあられ（盆と正月）、松永ボディ（スナフキンズ）、東武志（生ファラオ）                             | |
| 184    | 2月10日  | まだこの世にない激ウマアレンジお茶漬けある!ハズ                                                                                 | ダブルヒガシ | 大澤広晃（有 伽藍堂シェフ）、楢村隆洋（金の穂 銀の水シェフ）                                                                           |
| 185    | 2月17日  | イントロクイズにもまだまだ伸びしろある!ハズ                                                                                     | さや香 | 藤田太郎（イントロマエストロ） |
| 186    | 2月24日  | 達人に1時間みっちり教えてもらえれば、どんな無理ゲーでも達成できる!ハズ                                                          | 内海崇（ミルクボーイ）、ツートライブ                                                                                         | アジャタチーム・DADAIS（ダデ） |
| 187    | 3月2日   | 一日中昭和レトロアイテム集めたらバイトするより稼げる!ハズ                                                                       | 阪田マリン、ダブルアート | |
| 188    | 3月9日   | まだこの世にない激ウマ棒ラーメンを生み出せる!ハズ                                                                               | ツートライブ | 大澤広晃（有 伽藍堂シェフ）、丈六達司（麺屋 丈六）                                                                                     |
| 189    | 3月16日  | 前日までの献立が分かれば、今日の晩御飯当てられる!ハズ                                                                           | | |
| 190    | 3月23日  | かまいたちと渋谷凪咲のチームワークでクリーンゲーム達成できる!ハズ リベンジ編                                                    | 石田万音（プロボウラー） | |
| 191    | 3月30日  | 日本人の9割が正しい礼儀作法を知らずに食事をしている!ハズ                                                                        | 竹田恒泰（政治評論家） | |
| 192    | 4月6日   | まだこの世にない激ウマ“マルちゃん焼きそば”を生み出せる!ハズ                                                                     | ツートライブ | 藤本幸三（Vin 樹亭シェフ）、丈六達司（麺屋 丈六）                                                                                      |
| 193    | 4月20日  | 山内様の疲れを癒やす!春の美容と健康祭り                                                                                         | | |
| 194    | 4月27日  | 山内様の疲れを癒やす!春の美容と健康祭り                                                                                         | 町田星児（ヘッドライト）、川上千尋（NMB48）                                                                                  | 川松智子（官足法療法 奈良健康ルーム）、谷沙織（oral and body MARLE）、勝元宏亮（縁里庵かつもと鍼灸院）、平谷けいこ（摘み菜料理研究家） |
| 195    | 5月4日   | 山内様の疲れを癒やす!春の美容と健康祭り                                                                                         | 川上千尋（NMB48） | ユヒャン、ウォン・ヨハ（薬手骨気（ヤクソンコルギ））、山本優生（株式会社ドリームファクトリー）、馬田享佑（爬虫類カフェROCK★STAR）      |
| 196    | 5月11日  | まだこの世にない激うまアレンジ“マロニーちゃん”ある!ハズ                                                                         | ツートライブ | 富永宗秀（六徳 恒河沙シェフ）、佃一平（シェフの居酒屋 魚イタリアンシェフ）                                                             |
| 197    | 5月18日  | イントロクイズにもまだまだ伸びしろある!ハズ                                                                                     | ダブルアート、濱田祐太郎 | 藤田太郎（イントロマエストロ） |
| 198    | 5月25日  | 激安の街大阪なら好きな料理ベスト10を5000円で全部食べること出来る!ハズ                                                           | 豪快キャプテン | M三郎（グルメブロガー） |
| 199    | 6月1日   | 達人に1時間みっちり教えてもらえれば、どんな無理ゲーでも達成できる!ハズ                                                          | ミルクボーイ | まくら投げ大会オールスターチーム |
| 200    | 6月8日   | 祝放送200回!クリーンゲームリベンジ!三度目の正直で成功できる!ハズ                                                                | ユヒャン、石田万音（プロボウラー）、川松智子（奈良健康ルーム）                                                               | |
| 201    | 6月15日  | プロの料理人VS芸人の思いつき料理対決                                                                                            | ツートライブ | |
| 202    | 6月22日  | まだこの世にないアレンジ料理を生み出せる!ハズ〜豆腐編〜                                                                         | ツートライブ | 富永宗秀（六徳 恒河沙シェフ）、佃一平（シェフの居酒屋 魚イタリアンシェフ）                                                             |
| 203    | 6月29日  | 名前をクイズにしたら、めっちゃ盛り上がる!ハズ                                                                                   | ヒューマン中村、真輝志、豊田康雄（関西テレビアナウンサー）                                                                   | 高信幸男（名字研究家） |
| 204    | 7月6日   | “この店よりもおいしいと思う店を教えて”と店主を数珠つなぎしていけばすごい店に到達する!ハズ                                       | 豪快キャプテン | M三郎（グルメブロガー） |
| 205    | 7月20日  | 祝!主演女優・渋谷凪咲スペシャル                                                                                                 | ネルソンズ | |
| 206    | 7月27日  | 芦屋マダムが1番派手なコーデでクジャクの前を歩いたら羽を広げてくれる!ハズ                                                        | ダブルアート | ♪鳥くん（プロバードウォッチャー） |
| 207    | 8月3日   | まだこの世にない激うま“そうめん”を生み出せる!ハズ                                                                               | ツートライブ | 竹内啓二（il luogo di TAKEUCHI シェフ）、大澤広晃（空心 伽藍堂シェフ）                                                                 |
| 208    | 8月10日  | 日本人がまだ知らない神社の正しい作法ある!ハズ                                                                                   | 竹田恒泰 | |
| 209    | 8月17日  | 水切りカゴの洗い物サイレントで取り出すの絶対無理!なハズ                                                                         | 河野良祐（令和喜多みな実）                                                                                                   | |
| 210    | 8月24日  | 水切りカゴの洗い物サイレントで取り出すの絶対無理!なハズ                                                                         | 河野良祐（令和喜多みな実）                                                                                                   | |
| 211    | 8月31日  | まだこの世にない激うまアレンジ“スーパーカップ”を生み出せる!ハズ                                                                 | ツートライブ | 藤野みさと（ホテルグランヴィア大阪・パティシエ）、土谷真敬（NH“エナシュ”）                                                             |
| 212    | 9月7日   | ボウリング×クイズ 一緒にするとめっちゃ盛り上がる!ハズ                                                                           | 河野亮祐（令和喜多みな実）、カベポスター、フースーヤ                                                                         | |
| 213    | 9月14日  | かまいなぎなら1時間でビンゴ完成できる!ハズ 検索履歴BINGO                                                                        | | |
| 214    | 9月21日  | “この店より美味しいと思う店を教えて”と店主を数珠つなぎしていけばすごい店に到達する!ハズ                                         | 豪快キャプテン | M三郎（グルメブロガー） |
| 215    | 9月28日  | ネコを飼いたい人が気になること、全部山内が答えられる!ハズ                                                                       | 河野亮祐（令和喜多みな実）                                                                                                   | 山本紗綾（にゃん子ん家） |
| 216    | 10月5日  | まだこの世にない激うまアレンジ“味の素冷凍食品 ギョーザ”を生み出せる!ハズ                                                        | ツートライブ | 富永宗秀（六徳 恒河沙シェフ） |
| 217    | 10月19日 | 達人に1時間みっちり教えてもらえば、未来の金メダル候補に勝てる!ハズ～卓球編～                                                    | ミルクボーイ | 王子・仲本楓翔・王一辰（関西卓球アカデミー）                                                                                           |
| 218    | 10月26日 | 島田珠代の出張!空論テックス | 島田珠代 | |
| 219    | 11月2日  | 文房具をクイズにしたらめっちゃ盛り上がる!ハズ                                                                                   | カベポスター | 石津大 |
| 220    | 11月9日  | 文房具をクイズにしたらめっちゃ盛り上がる!ハズ                                                                                   | カベポスター | 石津大 |
| 221    | 11月16日 | まだこの世にない激うまアレンジ“フライドポテト”を生み出せる!ハズ                                                                 | ツートライブ | 佃一平（ビストリア 魚タリアンシェフ）                                                                                                  |
| SP     | 11月23日 | 6連単ぴったり当てたら100万円 『火曜は全力!華大さんと千鳥くん』とのコラボ 『カンテレ祭り!人気番組大集合!!8ちゃめちゃ生テレビ』内 | 博多華丸・大吉、大悟（千鳥）、東野幸治、ブラックマヨネーズ、黒田有（メッセンジャー）、山本浩之                               | |
| 222    | 11月30日 | 達人に1時間みっちり教えてもらえれば、未来の金メダル候補に勝てる!ハズ～フェンシング編～                                          | ミルクボーイ | 大柴光朗、和田萌々、堀眞旺、橋本弘乃助（京都フューチャーフェンシングクラブ）                                                           |
| 223    | 12月7日  | さつまいもをクイズにしたらめっちゃ盛り上がる!ハズ                                                                               | フースーヤ、萌々（爛々） | 鈴木絢子（さつまいも親善協会 会長） |
| 224    | 12月14日 | 島田珠代の出張!空論テックス～素人10人で家財を運んでもプロ2人には勝てない!ハズ～                                                 | 島田珠代、伊丹祐貴、はじめ、松元政唯、大黒笑けいけい、タックルながい。、辰己智之、新名徹郎、生瀬行人（秘蔵っ子）、おやどまり | |
| 225    | 12月21日 | まだこの世にない激うまアレンジ“食パン”を生み出せる!ハズ                                                                         | ツートライブ | 渡邉一憲（パンカラトブーランジェリーカフェ）                                                                                           |
| 傑作選 | 12月29日 | 目指せ10年!傑作選SP | 目指せ10年!傑作選SP | 目指せ10年!傑作選SP |

#### 2025年
| #   | 放送日  | タイトル | 出演者                                                                             | 専門家                                                                                    |
| --- | ------- | --- | ---------------------------------------------------------------------------------- | ----------------------------------------------------------------------------------------- |
| 226 | 1月18日 | 1フレーム3回投げられる『空論城特別ボウリング』なら、かまいたちと渋谷凪咲のチームワークでクリーンゲーム達成できる!ハズ リベンジ編 | 石田万音（プロボウラー）                                                           |                                                                                           |
| 227 | 1月25日 | 3つの質問で1番最初に買ったCD割り出せる!ハズ                                                                                      | ミルクボーイ                                                                       |                                                                                           |
| 228 | 2月1日  | 便利グッズをクイズにしたらめっちゃ盛り上がる!ハズ                                                                                | カベポスター                                                                       | レジェンド松下                                                                            |
| 229 | 2月8日  | まだこの世にない激うまアレンジ“餅”を生み出せる!ハズ                                                                              | ツートライブ                                                                       | 入谷元基（割鮮入たにオーナーシェフ）                                                      |
| 230 | 2月15日 | 日本人がまだ知らない 粋な寿司・蕎麦の食べ方がある!ハズ                                                                           | 竹田恒泰（政治評論家）                                                             |                                                                                           |
| 231 | 2月22日 | 島田珠代の出張!空論テックス | 島田珠代、タックルながい。、辰己智之                                               |                                                                                           |
| 232 | 3月1日  | マジックをクイズにしたらもっと盛り上がる!ハズ                                                                                    | バッテリィズ、新子景視                                                             |                                                                                           |
| 233 | 3月8日  | トミーズ健が一人で旅行したらめっちゃ変なところ出てくる!ハズ                                                                      | 藤崎マーケット、健（トミーズ）                                                     |                                                                                           |
| 234 | 3月15日 | MC3人がチカラを合わせればどんな対戦相手でも勝てる!ハズ                                                                           | 藤崎マーケット、星野伸之                                                           |                                                                                           |
| 235 | 3月22日 | 島田珠代の出張!空論テックス | 島田珠代                                                                           |                                                                                           |
| 236 | 3月29日 | イントロクイズにもまっだまだ伸びしろある!ハズ                                                                                    | ダブルアート、ファンファーレと熱狂                                                 | 藤田太郎（イントロマエストロ）                                                            |
| 237 | 4月5日  | 一流芸能人なら、商品の価値分かる!ハズ 値段並び替えチャレンジ                                                                     |                                                                                    |                                                                                           |
| 238 | 4月19日 | トミーズ健が一人で旅行したら、めっちゃ変なところ出てくる!ハズ                                                                    | スマイル、健（トミーズ）                                                           |                                                                                           |
| 239 | 4月26日 | 山内様の疲れを癒やす!春の美容と健康祭り 総集編                                                                                   |                                                                                    |                                                                                           |
| 240 | 5月3日  | 春の美容と競馬祭り | 出口結菜（NMB48）                                                                  | 田中ちひろ（WEBEAUTY）、Rie（ピラティスインストラクター）、横山雄己（ドリーム）           |
| 241 | 5月10日 | 春の美容と競馬祭り | 出口結菜（NMB48）                                                                  | ユヒャン、武部紘一郎（Litera Milita）、文惠琡（オルレギル）、白川竜次（合気道神武錬成塾） |
| 242 | 5月17日 | まだこの世にない激うまアレンジ“かにかま”を生み出せる!ハズ                                                                        | ツートライブ                                                                       | 入谷元基（割鮮入たにオーナーシェフ）                                                      |
| 243 | 5月24日 | たとえ読み方がわかっても「名前の漢字」当てるの難しい!ハズ～人気スイーツ争奪!難読名字クイズ～                                     |                                                                                    |                                                                                           |
| 244 | 5月31日 | 最新家電をクイズにすればめっちゃ盛り上がる!ハズ                                                                                  | かじがや卓哉                                                                       |                                                                                           |
| 245 | 6月7日  | 喫茶店数No.1の都道府県・大阪なら10分以内に次の喫茶店を見つけられる!ハズ                                                          | 華山                                                                               | M三郎（グルメブロガー）                                                                   |
| 246 | 6月14日 | 一流芸能人なら、商品の価値分かる!ハズ 並び替えチャレンジ                                                                         |                                                                                    |                                                                                           |
| 247 | 6月21日 | プロの料理人vsツートライブ アレンジ料理対決                                                                                      | ツートライブ                                                                       |                                                                                           |
| 248 | 6月28日 | まだこの世にない激うまアレンジ“スパゲッティ”を生み出せる!ハズ                                                                    | ツートライブ                                                                       | 鈴木浩治（ラ・ルッチョラシェフ）                                                          |
| 249 | 7月5日  | 関西のJRと私鉄をクイズにしたらめっちゃ盛り上がる!ハズ                                                                            | ダブルヒガシ、とうちーズ、川島壮雄（カンテレアナウンサー）                         | 伊原薫（鉄道ライター）                                                                    |
| 250 | 7月12日 | 関西のJRと私鉄をクイズにしたらめっちゃ盛り上がる!ハズ                                                                            | ダブルヒガシ、とうちーズ、川島壮雄（カンテレアナウンサー）                         | 伊原薫（鉄道ライター）                                                                    |
| 251 | 7月19日 | 真夏の空論グルメフェス | 島田珠代                                                                           |                                                                                           |
| 252 | 7月26日 | 関西グルメをクイズにしたらめっちゃ盛り上がる!ハズ                                                                                | 川西拓実（JO1）、金城碧海（JO1）、豪快キャプテン、川島壮雄（カンテレアナウンサー） | M三郎（グルメブロガー）                                                                   |
| 253 | 8月2日  | 一流芸能人なら、商品の価値分かる!ハズ 値段並び替えチャレンジ                                                                     |                                                                                    |                                                                                           |
| 254 | 8月9日  | 若手芸人なら激安節約レシピ知ってる!ハズ 500円アイデア料理対決                                                                    | タグ（ダブルアート）、コバタユウ（タレンチ）、とんず（はるかぜに告ぐ）             | 大澤広晃（空心 伽藍堂）                                                                   |
| 255 | 8月16日 | トミーズ健が一人で旅行したら、めっちゃ変なところ出てくる!ハズ                                                                    | 藤崎マーケット、健（トミーズ）                                                     |                                                                                           |

- 専門家は説明にフリップがなく、手書きのスケッチブックを持参している。
- 特番に続き、レギュラー放送になってからも、雑学研究家・平林純が「Mr.空論城」として、登場回数が多い。また輪ゴムを使った説が多い。
- 大阪糸ゴムによる輪ゴムの無償提供、大阪工業技術専門学校による土台づくり協力など、協力団体をよく出す。かまいたちは「予算のなさが見えている」と指摘している。他にも特番第1回収録現場はスタジオではなく中華料亭だった。
- ロケでは若手芸人が体を張るが、スタジオでかまいたち（基本は山内）が検証することもある。

## 放送時間

### パイロット版第1回
| 放送対象地域 | 放送局            | 系列                                         | 放送日時                                    | ネット状況 |
| ------------ | ----------------- | -------------------------------------------- | ------------------------------------------- | ---------- |
| 近畿広域圏   | 関西テレビ（KTV） | フジテレビ系列                               | 2019年9月16日（月） 1:00 - 1:59（15日深夜） | 制作局     |
| 宮崎県       | テレビ宮崎（UMK） | フジテレビ系列 日本テレビ系列 テレビ朝日系列 | 2020年1月16日（水） 0:54 - 1:54（15日深夜） | 遅れネット |
| 関東広域圏   | フジテレビ（CX）  | フジテレビ系列                               | 2020年3月22日（日） 3:15 - 4:20（21日深夜） | 遅れネット |

### パイロット版第2回
| 放送対象地域 | 放送局            | 系列                                         | 放送日時                                    | ネット状況 |
| ------------ | ----------------- | -------------------------------------------- | ------------------------------------------- | ---------- |
| 近畿広域圏   | 関西テレビ（KTV） | フジテレビ系列                               | 2020年3月9日（月） 1:00 - 1:59（8日深夜）   | 制作局     |
| 関東広域圏   | フジテレビ（CX）  | フジテレビ系列                               | 2020年4月5日（日） 1:45 - 2:40（4日深夜）   | 遅れネット |
| 宮崎県       | テレビ宮崎（UMK） | フジテレビ系列 日本テレビ系列 テレビ朝日系列 | 2020年4月16日（水） 0:54 - 1:54（15日深夜） | 遅れネット |
| 大分県       | テレビ大分（TOS） | 日本テレビ系列 フジテレビ系列                | 2020年8月30日（水） 0:55 - 1:55（29日深夜） | 遅れネット |

### レギュラー版（放送時間）
2021年3月27日まで
| 放送対象地域   | 放送局                    | 系列           | 放送日時                     | 放送開始                           | ネット状況 | 備考     |
| -------------- | ------------------------- | -------------- | ---------------------------- | ---------------------------------- | ---------- | -------- |
| 近畿広域圏     | 関西テレビ（KTV）         | フジテレビ系列 | 土曜 0:55 - 1:25（金曜深夜） | 2020年4月11日（10日深夜）          | 制作局     |          |
| 中京広域圏     | 東海テレビ（THK）         | フジテレビ系列 | 木曜 0:25 - 1:00（水曜深夜） | 2020年6月6日（5日深夜）            | 遅れネット |          |
| 広島県         | テレビ新広島（tss）       | フジテレビ系列 | 水曜 1:25 - 1:55（火曜深夜） | 2021年5月5日（4日深夜）[注釈 6]    | 遅れネット |          |
| 鹿児島県       | 鹿児島テレビ（KTS）       | フジテレビ系列 | 金曜 0:55 - 1:25（木曜深夜） | 2021年5月21日（20日深夜）          | 遅れネット |          |
| 秋田県         | 秋田テレビ（AKT）         | フジテレビ系列 | 木曜 0:25 - 0:55（水曜深夜） | 2021年10月28日（27日深夜）[注釈 7] | 遅れネット |          |
| 岡山県・香川県 | 岡山放送（OHK）           | フジテレビ系列 | 木曜 0:25 - 0:55（水曜深夜） | 不明                               | 遅れネット | [注釈 8] |
| 高知県         | 高知さんさんテレビ（KSS） | フジテレビ系列 | 金曜 0:25 - 0:55（木曜深夜） | 不明                               | 遅れネット |          |
2021年4月3日以降
| 放送対象地域   | 放送局                    | 系列           | 放送日時                     | 放送開始                   | ネット状況 | 備考      |
| -------------- | ------------------------- | -------------- | ---------------------------- | -------------------------- | ---------- | --------- |
| 近畿広域圏     | 関西テレビ（KTV）         | フジテレビ系列 | 土曜 17:00 - 17:30           | 2021年4月3日               | 制作局     |           |
| 中京広域圏     | 東海テレビ（THK）         | フジテレビ系列 | 土曜 16:30 - 17:00           | 2021年6月10日（9日深夜）   | 遅れネット | [注釈 9]  |
| 山形県         | さくらんぼテレビ（SAY）   | フジテレビ系列 | 木曜 14:45 - 15:15           | 2021年10月7日              | 遅れネット |           |
| 石川県         | 石川テレビ（ITC）         | フジテレビ系列 | 日曜 1:15 - 1:45（土曜深夜） | 2021年10月31日（30日深夜） | 遅れネット | [注釈 10] |
| 山口県         | テレビ山口（tys）         | TBS系列        | 木曜 0:55 - 1:27（水曜深夜） | 2021年11月17日（16日深夜） | 遅れネット | [注釈 11] |
| 秋田県         | 秋田テレビ（AKT）         | フジテレビ系列 | 木曜 0:25 - 0:55（水曜深夜） | 2022年3月31日（30日深夜）  | 遅れネット |           |
| 長野県         | 長野放送（NBS）           | フジテレビ系列 | 土曜 0:55 - 1:25（金曜深夜） | 不明                       | 遅れネット |           |
| 愛媛県         | テレビ愛媛（EBC）         | フジテレビ系列 | 土曜 0:55 - 1:30（金曜深夜） | 不明                       | 遅れネット | [注釈 12] |
| 福井県         | 福井テレビ（FTB）         | フジテレビ系列 | 土曜 0:55 - 1:25（金曜深夜） | 不明                       | 遅れネット |           |
| 岡山県・香川県 | 岡山放送（OHK）           | フジテレビ系列 | 木曜0:35 - 1:05（水曜深夜）  | 不明                       | 遅れネット |           |
| 広島県         | テレビ新広島（TSS）       | フジテレビ系列 | 水曜 1:05 - 1:35（火曜深夜） | 不明                       | 遅れネット |           |
| 高知県         | 高知さんさんテレビ（KSS） | フジテレビ系列 | 土曜 17:00 - 17:30           | 不明                       | 遅れネット | [注釈 13] |
| 鹿児島県       | 鹿児島テレビ（KTS）       | フジテレビ系列 | 金曜0:55 - 1:25（木曜深夜）  | 不明                       | 遅れネット |           |
| 沖縄県         | 沖縄テレビ（OTV）         | フジテレビ系列 | 日曜12:30 - 13:00            | 不明                       | 遅れネット |           |
| 岩手県         | 岩手めんこいテレビ（mit） | フジテレビ系列 | 木曜 0:15 - 0:45（水曜深夜） | 2022年4月4日               | 遅れネット | [注釈 14] |
| 新潟県         | NST新潟総合テレビ（NST）  | フジテレビ系列 | 日曜 8:25 - 9:00             | 2024年10月13日             | 遅れネット |           |

#### 単発放送
- フジテレビ（CX） - 2020年10月22日（木）1:25 - 1:55（21日深夜）に第2回を放送[30]。
- テレビ静岡（SUT） - 2020年10月26日（月） 1:30 - 2:00（25日深夜）に第1回、2020年10月29日（木） 1:15 - 1:45（28日深夜）に第2回を放送[30]。

#### 過去のネット局
- 福島テレビ（FTV） - 月曜14:45 - 15:15に遅れネットで放送されていた。2023年9月までは月曜15:15 - 15:45に放送されていた。2025年3月31日をもって打ち切り。

## スタッフ
レギュラー版（2021年4月以降、レギュラー版から参加→●）
- ナレーター：大橋雄介（関西テレビアナウンサー）
- 演出：植村文雄（よしもとブロードエンタテインメント、以前はディレクター）
- 構成：くらやん、東雲信介、友光哲也（東雲・友光→●）
- SW：山本倫久・中山秀一（カンテレ、●）【週替り】
- SW/CAM：藤松智哉（カンテレ、●）【週替り】
- VE：松浦洋輔（ウエストワン、●）、帆足聡一郎・北堂綺菜（カンテレ、●）【週替り】
- CAM：井上佑介（カンテレ、●）、山本美咲（ウエストワン、●）【週替り】
- MIX：中道尚宏・赤澤和伸（カンテレ、●）【週替り】
- LD：平塚章人（大阪共立、●）、大西祐輔（カンテレ、特番第2回と●、一時離脱→復帰）【週替り】
- EED：小寺崇弘（ウエストワン、特番第2回と●）、竹嶋夕貴（wallaby's）
- 音効：山本大輔（戯音工房ウエスト）
- MA：岡野ー隆（●）
- 美術プロデューサー：万膳志帆（カンテレ、特番第2回と●）
- デザイン：井内克信（レフティーデザイン、特番第2回と●）
- 美術進行：磯本則和（バンブルビー、●）
- 大道具：内海徹哉（特番第2回と●）
- メイク：パウダー（特番第2回と●）
- 協力：よしもとブロードエンタテインメント、ウエストワン、戯音工房、クラッチ.（ウエスト・クラッチ→特番第2回と●）
- 宣伝：藤本麻由（カンテレ、●）
- 配信：向山敬子（カンテレ、●）
- AD：宮里佑、片寄弘稀、入谷奈津音（全員→●）
- AP：山中脩平、長尾美怜（吉本興業、●）
- ディレクター：竹本明香・井上天翔・馬郡千尋・重見のどか（よしもとブロードエンタテインメント）、南後佳範（クラッチ.、南後→以前はAD）、近藤雄斗・泉貴晶（バックアップメディア）（全員→●）
- プロデューサー：和泉亮（カンテレ）、谷垣和歌子（吉本興業）、木村友厚（よしもとブロードエンタテインメント）（全員→●）
- 制作協力：吉本興業
- 制作：カンテレクリエイティブ本部制作局 制作部（●）
- 制作著作：カンテレ

過去のスタッフ
- ナレーター：豊田康雄・堀田篤（関西テレビアナウンサー）
- 演出：久世恵太（よしもとブロードエンタテインメント、以前はディレクター）
- ディレクター：岩田充弘・前等・守屋賢（よしもとブロードエンタテインメント）、小林潤也（クラッチ.）、二神慧大、堀田真範（ホーリーズエンタープライズ）、片平論（竹本・岩田→共に特番第1・2回、前以降→●）、宇都宮伊織（バックアップメディア）
- リサーチ：勝浦慎吾、山下貴（共に特番第1・2回は構成）
- SW：森下真行（ウエストワン、特番第2回と●）
- VE：松浦洋輔（ウエストワン、特番第2回）、大森喜章（ウエストワン、●）
- CAM：三村友昭、高田正幸、桂将大、山本和良（特番第1回）、濱名嘉之（ウエストワン、特番第2回）、岡修平（ウエストワン、●）、京田航
- 音声→MIX：徳島聡志（特番第一回）、安部智博（カンテレ、特番第2回と●）
- 編集：渡辺裕也（チョコフィルム、特番第一回）
- MA：福川廣歩（特番第一回）
- 美術プロデューサー：乗本孝治（カンテレ、特番第2回と●）
- メイク：福田奈々、森川さおり（特番第一回）
- 宣伝：川上翔子（カンテレ、特番第一回）、伊藤万里子（カンテレ、●）、金叡珍（カンテレ、●）、大村愛美（カンテレ、●）
- 美術進行：中越章浩（バンブルビー、特番第2回と●）
- 電飾：中井高浩（ズイコー21、特番第2回）
- 装飾：高津商会（特番第2回）
- 協力：チョコフィルム、MORE（特番第1回）、すくらんぶる（特番第1・2回）、ダレカノデザイン、（ダレカノ→●）
- AD：宮岡桃子、新崎有香、堀貴登、吉村えみり、山科佑理乃、馬郡千尋、富山夏恋、藤江卓未、木許涼太郎、鹿田健太（共に●）
- AP：西山美菜（●）、西山狭三予（吉本興業、●）、神山尚大（吉本興業、●）
- プロデューサー：田中拓朗・前洋平・白坂潤一（カンテレ、白坂→●）、牧里子・亀井俊徳（吉本興業）、三島綾乃（よしもとブロードエンタテインメント、以前はAP、●）